# Cryptosula
Cryptosula is een geslacht van mosdiertjes uit de familie van de Cryptosulidae. De wetenschappelijke naam van het geslacht is voor het eerst geldig gepubliceerd in 1925 door Ferdinand Canu en Ray Smith Bassler.

## Soorten
De volgende soorten zijn bij het geslacht ingedeeld:
- Cryptosula cylindrica Calvet, 1931
- Cryptosula okadai Dick & Ross, 1988
- Cryptosula pallasiana (Moll, 1803) = Pallas' mosdiertje
- Cryptosula reticulata (Okada, 1929)
- Cryptosula zavjalovensis Kubanin, 1976